# Angelina Jolie
Angelina Jolie (antes, Angelina Jolie Voight, Los Ángeles, 4 de junio de 1975) es una actriz, directora, productora, empresaria y filántropa estadounidense. A lo largo de su carrera, ha recibido varios reconocimientos por sus logros cinematográficos, entre ellos dos Premios Óscar (uno a mejor actriz de reparto y el premio humanitario), tres Globos de Oro y dos Premios del Sindicato de Actores. Desde 2012 es Enviada Especial del Alto Comisionado de las Naciones Unidas para los Refugiados. En 2016 la London School of Economics anunció que Jolie sería profesora de un nuevo tipo de máster sobre «Las mujeres, la paz y la seguridad» con el objetivo de promover la igualdad de género y ayudar a las mujeres afectadas por los conflictos de todo el mundo.
Aunque comenzó actuando en 1982 junto con su padre Jon Voight, se le atribuye como debut oficial su papel en la película Cyborg 2 de 1993. La primera interpretación principal que hizo fue en la película Hackers de 1995. En 1997 actuó en la polémica película George Wallace. Interpretó a un personaje principal en el filme para televisión GIA en 1998. Su reconocimiento mundial comenzó a desarrollarse después de que ganara un premio Óscar como mejor actriz de reparto en 2000 gracias a su trabajo en la película Inocencia interrumpida.
Interpretó el personaje del videojuego Tomb Raider, Lara Croft, en la película homónima, y gracias al éxito taquillero del filme, desde entonces obtuvo fama internacional y es considerada como una de las actrices mejor pagadas en Hollywood. Actuó como Jane Smith, en la película de acción y comedia Sr. y Sra. Smith, junto a Brad Pitt. Su mayor éxito comercial fue Kung Fu Panda, que a su vez fue producida por la empresa Dreamworks y dirigida por el cineasta Mark Osborne.
En agosto de 2003, fue nombrada Embajadora de Buena Voluntad de ACNUR por su compromiso y trabajo humanitario y desde entonces ha visitado, cumpliendo su mandato, más de 40 zonas de especial importancia, entre ellas Libia, Bosnia, Haití, Congo, Siria o Irak denunciando de manera especial la violencia sexual contra las mujeres en las guerras.

## Primeros años y familia
Nació en Los Ángeles, California, Estados Unidos. Angelina Jolie es hija de los artistas Jon Voight y Marcheline Bertrand.

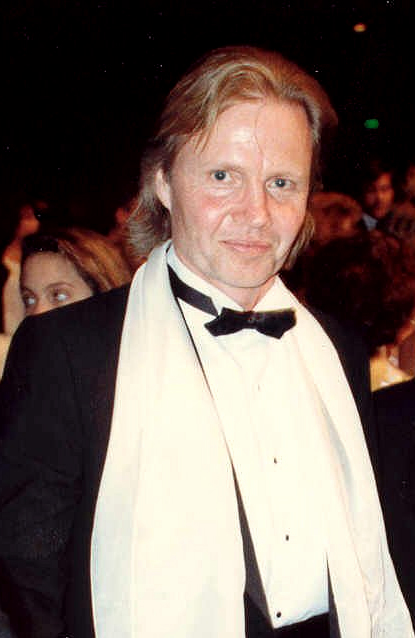
Jon Voight, padre de la actriz, en 1988.

Jolie tiene ascendencia alemana y checoslovaca por parte de su padre, y su madre era de ascendencia franco-canadiense, nacida en Riverdale, Illinois. Después de la separación de sus padres en 1976, Angelina y su hermano, el también actor James Haven, fueron con su madre que actuaba con ellos, pero poco después ella abandonó su carrera y se mudó a Nueva York. Como una niña normal, la actriz vio películas con su madre, y más tarde dijo que su interés en actuar no se había visto influido por su padre. Cuando tenía once años, su familia se mudó de nuevo a Los Ángeles y Angelina quiso volver a actuar. Su autoestima se vio disminuida tras un intento de convertirse en modelo mientras cursaba la educación secundaria; todos sus compañeros se burlaban de su aspecto. Empezó a maltratarse a sí misma, a lo que comentó: 

Por alguna razón, el ritual de haberme cortado y sentir el dolor tal vez me hacía vivir la sensación de algún tipo de liberación; es de alguna manera terapéutica para mí.
Angelina Jolie

 Comentó que a la edad de doce años «era una niña mala y golpeaba a mis amigos». A los catorce años, abandonó sus clases de actuación y deseó convertirse en una directora funeraria. Durante este periodo, vestía de color negro y su cabello estaba teñido de color púrpura. Regresó a los estudios de teatro después de haberse graduado de secundaria. En los últimos tiempos, se ha referido a su periodo de adolescencia con la frase: «Todavía estas épocas están en mi corazón, me encantaba ser chica punk, llena de tatuajes». Jolie ha tenido una mala relación con su padre, aunque en julio de 2002 hubo un intento de reconciliación y ambos aparecieron en Lara Croft: Tomb Raider. Después de esto, Angelina presentó una solicitud para cambiar legalmente su nombre por el de «Angelina Jolie», pasando Voight como su segundo apellido; el cambio de nombre se hizo oficial el 12 de septiembre de 2002. Aunque también dijo de su padre que «Y mi papá, eres un gran actor, pero eres un mejor padre». En agosto del mismo año, Voight afirmó, en el programa de televisión All Access del canal VH1, que su hija tenía graves problemas emocionales. Angelina respondió que ya no deseaba continuar una relación cordial con su padre: «No estoy muy enojada con él, pues es de mi sangre, pero las familias se ganan y uno tiene que hacer lo mejor para hacer sentir bien a sus seres queridos». Jolie estudió en varias universidades, como la Escuela Juilliard o la USC. La única razón que dio acerca del distanciamiento con su padre es que no quiere que sus hijos crezcan cerca de él y los llame «nietos».

## Carrera

### 1993-1997: primeros trabajos
Angelina Jolie comenzó a trabajar como modelo a los quince años. Logró cotizarse como modelo finesse y llegó a modelar en los Estados Unidos y en Europa, sobre todo en Los Ángeles, en Nueva York y en Londres. Apareció en numerosos vídeos musicales, entre ellos «Rock & Roll Dreams Come Through» de Meat Loaf; «Alta Marea» de Antonello Venditti; «Stand by My Woman» de Lenny Kravitz, y «It's About Time» de Lemonheads. A los 16 años, Jolie regresó al teatro y desempeñó su primer papel como una alemana en Dominatrix. Comenzó a aprender de su padre, anotó el método que él tenía al observar a la gente y lograr imitarlas a la perfección. Su relación con su padre durante este tiempo no fue tensa.
Jolie apareció en cinco películas de su hermano mientras él asistía a la escuela USC school of cinema arts, pero su carrera profesional se inició formalmente en 1993, cuando desempeñó su primer papel protagonista en la película de bajo presupuesto Cyborg 2, como «Casella Reese», un robot-humano concebido para seducir a los rivales del fabricante. Después de varios proyectos de bajo presupuesto, volvió a tener un papel protagónico; esta vez trabajó como «Kate Libby», su primer papel en Hollywood, en la película Hackers (1995), donde conoció a su primer marido, Jonny Lee Miller. The New York Times escribió: 

Angelina Jolie se destaca. Opino eso porque lo hace con aún más profesionalismo que sus compañeros, y es raro ver a una mujer hacker tan metida en su rol. Puede no ser la mejor producción de Hollywood, pero Jolie tiene el talento heredado de su padre.
Janet Maslin

Actuó como «Gina Malacici» en 1996 en la comedia Love Is All There Is, adaptación moderna de Romeo y Julieta. El mismo año desempeñó el papel de «Margret Sadovsky», una de las cinco protagonistas en la película Foxfire. Jolie habló con Los Angeles Times sobre el papel, a lo que comentó: «Se me hizo muy duro interpretar este personaje, pero lo disfruté». La actriz protagonizó junto a David Duchovny la película Playing God, una película que trata sobre un médico que es despojado de su licencia y por esta razón se vuelve uno de los más buscados criminales. La película no fue bien recibida por los críticos, y Roger Ebert, periodista del Sunset Times, señaló: «Angelina Jolie es demasiado sexy para un papel de “niña buena”, tiene un casting más apropiado de chica ruda». Después apareció en la película de televisión True Women, un drama romántico establecido en el Oeste, basado en el libro de Janice Woods Windle. Ese año desempeñó el papel de una stripper en el video Anybody Seen My Baby? de The Rolling Stones.

### 1997-2000: progreso
Jolie comenzó a mejorar las perspectivas de su carrera, después de haber hecho el papel de «Cornelia Wallace» en 1997, para la película George Wallace, que la hizo acreedora de un Globo de oro y una nominación para un Emmy. La película fue muy elogiada por los críticos; otro de los premios ganados fue el de mejor miniserie o película televisiva. En el papel, representa a la segunda esposa del gobernador Wallace, que recibe un disparo durante la ejecución del gobernador. Trabajó allí al lado de Gary Sinise, ambos dirigidos por John Frankenheimer.
Protagonizó la película GIA, producción de HBO donde hizo el papel de una supermodelo de los años 1980 llamada «Gia Carangi». La película describe un mundo muy sexista, e incluye el tema de las adicciones a drogas (la destrucción del personaje a través de las adicciones a las sustancias y al alcohol) y el drama emocional. Vanessa Vance, periodista de Reel, señaló: «Angelina Jolie ha logrado un amplio reconocimiento por su papel protagónico en “Gia”», su feroz imagen concluye un contraste fantástico para el personaje, estoy segura que es el papel más impactante que ha hecho Jolie en toda su carrera”. Por su desempeño en esta película, se hizo acreedora a su segundo Globo de Oro y volvió a ser nominada para un Emmy y gana un premio Sindicato de Actores. El director Lee Strasberg dijo que Angelina era muy complicada para hacer una escena, señaló que era demasiado perfeccionista; esto hizo que la actriz ganara reputación de persona difícil de tratar.
Después de GIA, Jolie se mudó a Nueva York y dejó de actuar durante un periodo breve de tiempo, pues sentía que «no había nada más para dar». Se matriculó en la Universidad de Nueva York para estudiar cine y asistió a clases de escritura. Estudiando cine, se refirió a su nueva carrera: «Soy buena para analizarme y quiero ser una gran profesional».
En 1998, Jolie regresó a la actuación interpretando el papel de «Gloria McNeary» en la película Hell's Kitchen, y ese mismo año participó en la película Jugando con el corazón, con un elenco que incluía a Gillian Anderson, Sean Connery, Ryan Phillippe y Jon Stewart. Nuevamente la actuación de Angelina recibió buenas críticas y fue señalada como toque de luz de la película. Ese año, Jolie ganó el premio Breakthrough de la Junta Nacional de Revisión.
Protagonizó Fuera de control, un drama-comedia protagonizado por John Cusack, Billy Bob Thornton y Cate Blanchett. Jolie hizo el papel de mujer seductora. La película recibió críticas neutras pues fue la primera película en la que criticaron la actuación de Jolie.  Ese mismo año, trabajó con Denzel Washington en The Bone Collector (El coleccionista de huesos, en español), adaptación hecha por el propio autor de la novela original, Jeffrey Deaver. Jolie interpretó a «Amelia Donaghy», agente de la policía obsesionada por el suicidio de su padre que ayuda a Washington a buscar a un asesino en serie. La película llegó a un promedio de 151 millones de dólares y fue el primer éxito comercial de la actriz.
Jolie aceptó el papel de Lisa Rowe en Inocencia interrumpida (1999), basada en un suceso de la vida real, que relata la vida de «Susanna Kaysen», interpretada por Winona Ryder. Los críticos creyeron en la película como el regreso triunfal de Winona, pero la señalaron como «la gran coronación en Hollywood» de Jolie. Ese mismo año, Jolie ganó su tercer Globo de Oro, su segundo Premio del Sindicato de Actores y un Óscar a la Mejor actriz de reparto. La revista Variedades señaló: «El papel de Jolie es excelente como extravagante, chica irresponsable que resulta ser mucho más instrumental que la propia Susanna (Winona)», mientras que Rogert Ebert señaló: «Jolie está surgiendo como uno de los grandes espíritus salvajes de las actuales películas, un cañón suelto que de alguna manera está buscando un objetivo mortal; será una de las mejores actrices de toda la historia».
Jolie apareció en 60 segundos, su segundo éxito comercial, en la que hizo el papel de «Sara Waylnad», exnovia de un ladrón de coches interpretado por Nicolas Cage. El papel era pequeño y The Washington Post publicó: «Una gran actriz desperdiciada en un corto papel».

### 2001-presente: éxito internacional

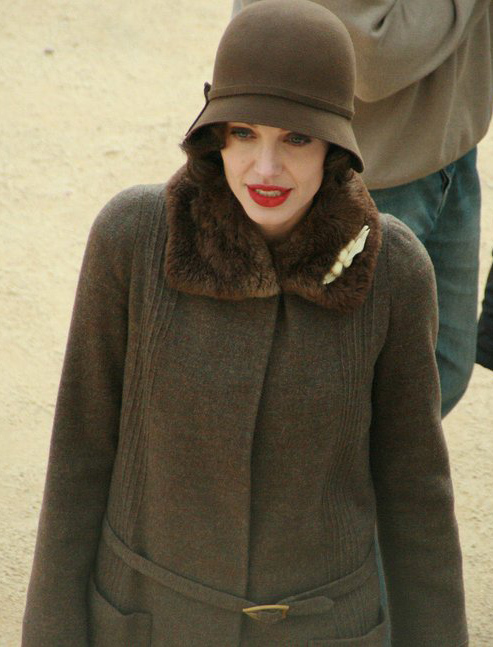
Jolie como Christine Collins en el set de Changeling, noviembre de 2007.

Aunque es muy apreciada por su capacidad actoral, las películas de Angelina Jolie hasta la fecha no habían tenido un éxito taquillero demasiado alto, pero el estreno de Lara Croft: Tomb Raider en 2001 hizo de ella una estrella internacional. En esta adaptación del popular videojuego "Tomb Raider", Jolie estuvo obligada a tener un acento británico y a someterse a clases de artes marciales para poder desempeñar el papel de Lara Croft. Fue elogiada en general por su desempeño físico, pero la película le generó comentarios negativos. Slant Magazine comentó: «Angelina Jolie nació para actuar; en la película nos muestra una faceta de jugadora, la película no está enfocada al juego y a su esencia como debería, nada más». La película fue un gran éxito taquillero, y llegó a reunir un promedio de 270 millones de dólares a nivel mundial. Ese mismo año, Jolie protagonizó junto a Antonio Banderas la película Pecado original, basada en la novela de Cornell Woolrich. La película fue un gran fracaso crítico; The New York Times señaló: «La película se sumerge, igual que el escote de Angelina Jolie».
En 2002 interpretó a “Lanie Kerrigan” en Siete días y una vida, película acerca de una ambiciosa reportera de televisión que morirá en una semana. La película fue mal recibida por los críticos, aunque la actuación de Jolie recibió comentarios positivos. Paul Clinton, de CNN, escribió: «Jolie hace un excelente papel. A pesar de algunos de los puntos de la trama absurda en medio de la película, esta ganadora del Óscar es muy creíble en su camino hacia el descubrimiento de sí misma y del verdadero significado de la vida plena».
Jolie vuelve a interpretar a “Lara Croft”, esta vez en la secuela titulada Lara Croft Tomb Raider: La cuna de la vida (2003). No fue lucrativa como la antecesora, pero logró recaudar 156 millones de dólares en taquilla. Ese mismo año, protagonizó Amar peligrosamente, una película sobre los trabajos humanitarios en África. La película obtuvo críticas negativas y no le fue muy bien financieramente. Los Angeles Times escribió: 

Jolie, como hizo en su papel ganador del Óscar en la película Inocencia interrumpida, puede traer electricidad y credibilidad a las películas que tienen una realidad por entender; hasta puede darle vida a un ser de videojuego, como es el caso de "Tomb Raider". Sin embargo, este personaje es de carácter híbrido con malos libretos, imágenes de personas infestadas de moscas, sangre y tripas. Completamente en desacuerdo con su papel.
Kenneth Turan

Jolie protagonizó, junto con Ethan Hawke, la película Vidas Ajenas (2004), en el papel de Illeana Scott, agente del FBI que viaja a Montreal para ayudar a resolver un crimen y termina persiguiendo a un asesino en serie. La película recibió diversos comentarios y The Hollywood Reporter llegó a la conclusión de que "Angelina Jolie tiene un papel en el cual se siente como algo que ya ha hecho, y lo hace inconfundible al añadir un toque de emoción y glamour." Ese mismo año, hizo la voz de “Lola” un pez ángel para la película de Dreamworks El espantatiburones; el elenco incluía a Will Smith, Renée Zellweger y Robert De Niro. En ese mismo año, Jolie formó parte del elenco de la película Alejandro Magno, de Oliver Stone, donde desempeñó el papel de Olimpia, madre de Alejandro. La película tuvo una mala aceptación del público, al no gustar el enfoque que Stone le da a la bisexualidad de Alejandro Magno, pero internacionalmente logró ingresos de 139 millones de dólares.
En 2005 Jolie solo hizo una película, la comedia de acción titulada Sr. y Sra. Smith, que fue su mayor éxito comercial y reunió un promedio de 470 millones de dólares mundialmente. La película, dirigida por Doug Liman, cuenta la historia de un matrimonio aburrido en el que ninguno de los dos sabe que el otro es un detective secreto. Jolie interpreta a “Jane Smith”. La película, en general, fue bien recibida y se elogió mucho la "química" de los dos protagonistas. The Star Tribune señaló: 

Si bien la historia se siente azarosa, la película consigue un encanto gregario, una energía galopante, y la química termonuclear de las estrellas en la pantalla.
Colin Covert

En 2006, Jolie apareció en la película de Robert De Niro, El buen pastor, película sobre los inicios de la CIA, de cómo se ha visto a través de los ojos de “Edward Wilson”, interpretado por Matt Damon. El papel de Jolie era el de “Margaret Russell”, la esposa descuidada de “Wilson”. La película recibió críticas mixtas: según el Chicago Tribune, «la edad de Jolie es convincente para el papel, y veo que no se preocupa de cómo su carácter frágil viene de una simpatía audaz».

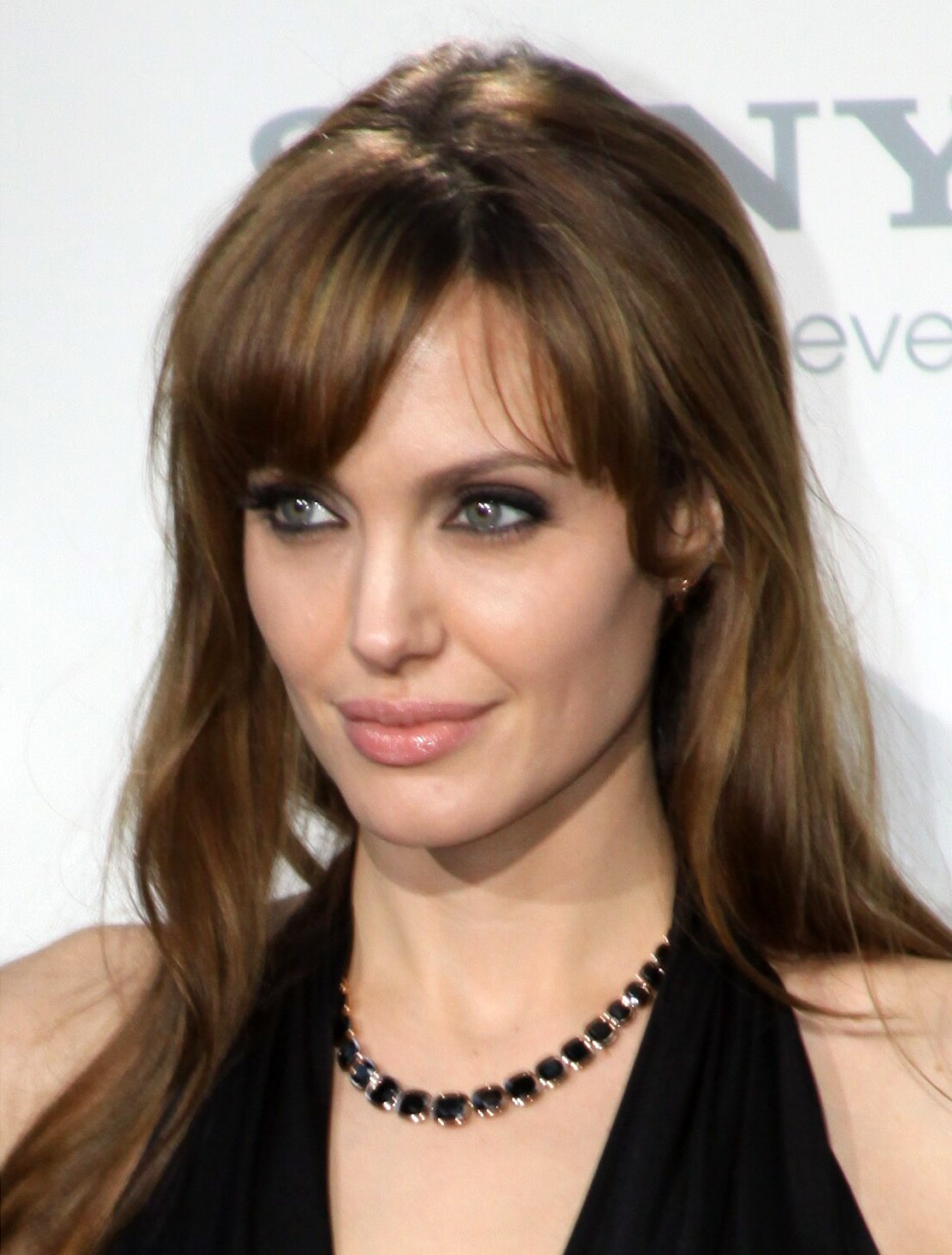
Jolie en el estreno de Salt en Berlín, 18 de agosto de 2010.

Jolie debutó como directora con el documental A Place in Time, de 2007, que trata sobre cómo es la vida en 27 ubicaciones diferentes del mundo en solo una semana; los compañeros y actores que trabajaron con Jolie en este proyecto fueron: Jude Law, Hilary Swank, Colin Farrell y Jonny Lee Miller. El documental está destinado para ser distribuido a través de la National Education Association, principalmente en la educación secundaria. Jolie protagonizó la película A Mighty Heart, sobre el secuestro y asesinato del reportero de The Wall Street Journal Daniel Pearl en Pakistán. Tuvo su estreno en el Festival de Cannes. The Hollywood Reporter dice que su actuación es "medida, con respeto y con agarre firme." La película le otorgó a Jolie su cuarta nominación al Globo de Oro y su tercera nominación a los Premios del Sindicato de Actores. Ese mismo año, Jolie apareció en la épica cinta de animación Beowulf, basada en el poema inglés del mismo nombre, dirigida por Robert Zemeckis. En este filme la actriz interpretó a la madre del monstruo Grendel, mediante la técnica de captura de movimiento.
Jolie apareció en la película de acción Wanted, (2008), adaptación de una novela gráfica de Mark Millar. También prestó su voz para la película de Dreamworks, Kung Fu Panda y participó por segunda vez en la secuela de 2011 con Jack Black, Dustin Hoffman, Seth Rogen,Jackie Chan, Lucy Liu, Gary Oldman, Michelle Yeoh y Ian McShane . Su último gran proyecto es Changeling (El intercambio), de Clint Eastwood, película de drama rodada en diciembre de 2007 que le valió una candidatura al Óscar a la mejor actriz.
En 2009, Jolie filmó la cinta de acción, Salt , cuyo papel protagónico antes estaba estimado para el actor Tom Cruise. El rodaje tuvo lugar en Nueva York y Washington D. C., la actriz tuvo una pequeña lesión en la cabeza, que no impidió la detención del rodaje. La actriz interpreta una agente de la CIA, acusada de ser una espía rusa, su estreno fue el 23 de julio de 2010. En 2010, Jolie intervino en el documental, "El viaje de Jane" que narra la vida de la naturista inglesa Jane Goodall.
El 11 de junio de 2010 se confirmó que Jolie protagonizaría a Cleopatra en una nueva versión titulada Cleopatra: A Life, película que está basada en el libro de Stacy Schiff y con guion escrito por Eric Roth.
También en 2010 protagonizó The Tourist junto con Johnny Depp, dirigida por el director ganador de un Óscar Florian Henckel von Donnersmarck. Roger Ebert escribió que «Jolie interpreta su papel de mujer fatal con una sensualidad directa y abrumadora». El Daily Star la llamó "chisporroteante sirena" mientras que el blog "unblogdepelícula" comenta que «[...] parecía que no actuaban, podía imaginar que son así en la vida real y que las cámaras simplemente captaban su día a día». Por su trabajo en el filme, Angelina ganó un Teen Choice Award y fue nominada tanto a un Globo de Oro como a un People's Choice Award. "The Tourist"" ingresó un total de 278 346 189$ en taquilla en todo el mundo, la cuarta mejor película de su carrera, y consolidó a la actriz como la mayor estrella femenina mundial.
Vanity Fair publicó la lista de las Top 40 celebridades de Hollywood con más ingresos a lo largo de 2010. Jolie fue clasificada vigésimo primera en la lista, con unas ganancias estimadas en 23.5 millones de dólares norteamericanos por sus películas.
Influenciada por sus experiencias como embajadora de Naciones Unidas, en 2011, Angelina Jolie estrenó su primera película como directora, In the Land of Blood and Honey (de la cual también fue guionista), ambientada en la Guerra de Bosnia, y que narra la influencia de los trágicos sucesos acaecidos durante el conflicto en el país sobre la historia de amor de una pareja formada por una mujer bosnia musulmana y un hombre serbio.
Tras ausentarse tres años y medio en pantalla reaparece protagonizando la película Maléfica (2014) una versión de la película de La Bella Durmiente (1959) la cual llegó a recaudar alrededor de 758 millones de dólares convirtiéndose en la cuarta película más taquillera del año y con la cual Angelina ha ganado más dinero.
Angelina Jolie completó su segunda aventura como directora con la película Invencible (2014) que narra la historia real de Louis Zamperini, exestrella olímpica que sobrevivió a un accidente de aviación en el Pacífico y que fue capturado por los japoneses convirtiéndolo en prisionero de guerra. Esta película tuvo 3 nominaciones a los Óscars incluyendo mejor fotografía.
En 2013, durante nueve semanas se somete a una doble mastectomía, ante el elevado riesgo de padecer cáncer de mama que le comunicaron. Casi inmediatamente anunció que también pensaba extirparse los ovarios, lo que hizo finalmente en marzo de 2015.
En 2016 repitió de nuevo la voz de Tigresa en Kung Fu Panda 3.
En 2019 repitió su papel de Maléfica en la secuela del remake Maleficent: Mistress of Evil junto que combatía con Michelle Pfeiffer. Durante la pandemia de 2020 participó en la película de The One and Only Ivan estrenada en Disney+ donde dio voz a Stella una elefante africano hembra que fallece y compartió reparto junto a Bryan Cranston, Sam Rockwell , Danny DeVito y Helen Mirren. Y en 2021 participó en su primera película Marvel siendo un papel principal de Thena en Eternals compartió reparto con Gemma Chan, Richard Madden, Salma Hayek, Barry Keoghan , Kumail Nanjiani, Lia McHugh y Brian Tyree Henry.

## Trabajo humanitario
Según Jolie, la primera vez que le llegó a interesar la pobreza mundial y la crisis humanitaria en el mundo fue a raíz del rodaje de Tomb Raider, pues le impactó la amplia pobreza camboyana. Se unió al Alto Comisionado de las Naciones Unidas para los Refugiados (ACNUR), y así obtuvo mucha información sobre los focos de tensión internacional. En los siguientes meses, comenzó a visitar diferentes campamentos de refugiados humanitarios en diferentes partes del mundo. Todo esto lo hacía solo para aprender más acerca de la situación y las condiciones en estas áreas. En febrero de 2001, Jolie hizo su primera visita humanitaria a Sierra Leona y Tanzania, donde permaneció 18 días; más tarde expresó su conmoción por lo que había visto. Los dos siguientes meses regresó a Camboya y se quedó allí dos semanas; más tarde se reuniría con refugiados afganos en Pakistán, donde donó 1 millón de dólares en respuesta a la apelación de ACNUR. El ACNUR le propuso pagar a Jolie los gastos de sus viajes, pero ella se negó e insistió en que iba a cubrir todos los gastos relacionados con sus misiones, y dijo también que iba a tener y compartir los mismos rudimentos de trabajo y las condiciones de vida que si fuera personal del ACNUR.
En respuesta al gran interés de Jolie y su dedicación al tema, ACNUR la nombró Embajadora de Buena Voluntad el 27 de agosto de 2001 en la sede de Ginebra. En una rueda de prensa, Jolie habló sobre sus motivos de ingreso en la agencia de refugiados: 

No podemos cerrar a nosotros mismos la información de la crisis y pasar por alto el hecho de que millones de personas están sufriendo por ahí. Honestamente quiero ayudar. No me siento diferente a las demás personas. Creo que todos queremos justicia e igualdad, la oportunidad de una vida con sentido. A todos nos gustaría recibir ayuda si estuviéramos en una mala situación.
Angelina Jolie

Durante sus primeros tres años como Embajadora de Buena Voluntad, Jolie concentró sus esfuerzos en las misiones de terreno, visitando varios refugiados de guerra y desplazados internos (IDP) en todo el mundo. En una entrevista le preguntaron qué quería llevar a cabo, a lo que contestó: «La toma de conciencia de la difícil situación de estas personas. Creo que deben ser elogiadas por lo que han vivido». En 2002, Jolie visitó Tham Hin, campamento de refugiados en Tailandia, y ese mismo año visitó a refugiados colombianos en Ecuador, a lo que comentó: «El hemisferio occidental también tiene graves crisis humanitarias». Después, Jolie viajó a diversas instalaciones de ACNUR en Kosovo y realizó una visita al campamento de refugiados de Kakuma, en Kenia.
Jolie asistió a una misión de seis días en Tanzania en 2003, donde viajó a la frontera occidental de ese país; más exactamente a los campamentos de los refugiados congoleños. Más tarde decidió hacer un viaje a Rusia que duró cuatro días, durante los cuales viajó al norte del Cáucaso. Simultáneamente con el lanzamiento de su película Beyond Borders, publicó Notas de mis viajes, una especie de diario en donde narró sus experiencias en los campamentos y las misiones de terreno durante 2001 y 2002. Durante un viaje privado que hizo a Jordania visitó a los refugiados iraquíes; más tarde, ese mismo mes, viajó a Egipto y visitó a los refugiados sudaneses.
Hizo su primer viaje de parte de las Naciones Unidas dentro de los Estados Unidos. Visitó Arizona y llegó a donde estaban los solicitantes de asilo detenidos en tres diferentes instalaciones. Con el empeoramiento de la crisis humanitaria en Sudán, Jolie viajó a Chad en junio de 2004, hizo una visita a sitios fronterizos y visitó varios campamentos de refugiados que habían huido de los combates en el oeste de la región sudanesa de Darfur. Cuatro meses más tarde regresó a la región, esta vez directamente a Darfur occidental. Ese mismo año, Jolie se reunió con refugiados afganos en Tailandia y el Líbano durante la Navidad. Como embajadora de ACNUR, visitó la oficina regional de Beirut, así como a algunos jóvenes refugiados de guerra y a pacientes con cáncer en la capital libanesa.
En 2005, Jolie visitó los campos de refugiados afganos en Pakistán, y también se reunió con el presidente y el primer ministro de ese país, Pervez Musharraf y Shaukat Aziz, respectivamente. Regresó a Pakistán con Brad Pitt durante el Día de Acción de Gracias en noviembre, para ver el impacto del terremoto del 8 de octubre en Cachemira. En 2006, Jolie y Pitt volaron a Haití y visitaron una escuela respaldada por Yéle Haití, organización caritativa fundada por el músico haitiano de hip hop Wyclef Jean y, al mismo tiempo, a filmar A Mighty Heart en la India. Ese año Jolie se reunió con los refugiados birmanos en Nueva Delhi. Pasó la Navidad de 2006 con refugiados colombianos en San José, Costa Rica. En 2007, Jolie regresó a Chad para evaluar el deterioro de la seguridad de los refugiados de Darfur; esta misión duró dos días. Jolie y Pitt posteriormente donaron un millón de dólares a tres diferentes organizaciones de socorro en Chad y Darfur. Ese mismo año, Jolie hizo su primera visita a Irak, donde se reunió con refugiados iraquíes y también con fuerzas militares estadounidenses.

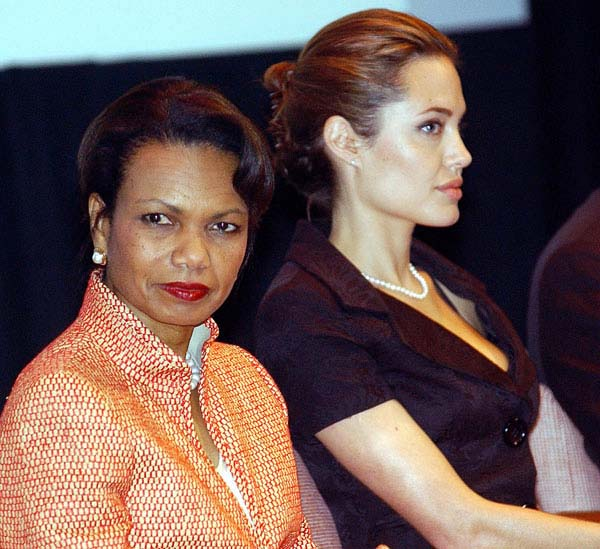
Jolie con Condoleezza Rice, en el Día Mundial del Refugiado, 2005.

Con la experiencia, Jolie se ha vuelto una participante cada vez más activa en la promoción de causas humanitarias a nivel político. Asiste regularmente al Día Mundial de los Refugiados en Washington, D. C., y fue la invitada especial en el Foro Económico Mundial de Davos en 2005 y 2006. Jolie comenzó a elevar el interés humanitario en la capital de Estados Unidos, donde se reunió con congresistas y senadores. Explicó en Forbes:

Por mucho que deseaba no haber visitado Washington D. C., ésa es la forma de hacer mover el balón.
Angelina Jolie

Ese mismo año, Jolie formó parte del club de prensa nacional, donde anunció la fundación del Centro Nacional para los Refugiados y los Niños Inmigrantes, organización que proporciona asistencia de forma gratuita a los niños solicitantes de asilo que carecen de representación legal. Durante sus dos primeros años, fue financiada con una donación de 500 000 dólares hecha por Jolie. Jolie presionó en el senado de los Estados Unidos varios proyectos de ley para la ayuda de niños refugiados y niños vulnerables en el tercer mundo. Además de su participación política, Jolie comenzó a utilizar su imagen pública para promover causas humanitarias a través de los medios de comunicación. Filmó un especial de MTV titulado The Diary of Angelina Jolie & Dr. Jeffrey Sachs (El diario de Angelina Jolie y el doctor Jeffrey Sachs), en África. Allí, Sachs (miembro de las Naciones Unidas) elaboró un proyecto titulado Proyecto del Milenio, junto con un equipo que está trabajando con la población local para acabar la pobreza, el hambre y las enfermedades. En 2006, Jolie anunció la fundación Jolie/Pitt Foundation que busca donaciones a la acción mundial para los niños, donando inicialmente cada uno un millón de dólares. Jolie también es copresidenta de la Asociación de Educación para los Niños del Conflicto Armado, fundada por la iniciativa mundial en 2006, la cual ayuda a financiar programas de educación para los niños afectados por algún tipo de conflicto armado.
Jolie ha recibido un gran reconocimiento por su labor humanitaria. En 2003 fue la primera beneficiada de la recién creada United Nations Correspondents Association, y en 2005 fue galardonada con el Premio Humanitario Mundial de la UNA-USA. El 12 de agosto de 2005, el rey de Camboya Norodom Sihamoní le otorgó la ciudadanía camboyana por su trabajo de conservación del país. Ella ha prometido cinco millones de dólares para la creación de un santuario de vida silvestre en la provincia noroccidental de Battambang, siendo dueña de la propiedad. En 2007, Jolie se convirtió en miembro del Consejo de Relaciones Exteriores y recibió el Premio Libertad, otorgado por el Comité Internacional de Rescate.
Después de que ella y Pitt donaran 1 000 000 dólares para los esfuerzos de ayuda en Haití tras el devastador terremoto de 2010, Jolie visitó Haití y la República Dominicana para discutir el futuro de las actividades de socorro.
En 2012 ACNUR la nombró Enviada Especial del Alto Comisionado con la responsabilidad de centrarse en las crisis a gran escala que están provocando desplazamientos masivos de personas y asumir la representación en nombre de ACNUR y António Guterres a nivel diplomático, "entablando contacto con los interlocutores relevantes en temas relacionados con el desplazamiento global".

### Activismo
Además de sus compromisos humanitarios, Jolie también es activa en la protección de los animales oponiéndose al uso de Pieles como uso para prendas de vestir y haciendo donaciones a organizaciones que cuidan de animales abandonados o maltratados. De hecho, en el año 2017, la Fundación Jolie-Pitt financió, en colaboración con el Ministerio de Medio Ambiente y Turismo de Namibia y la Fundación N/a´an ku sé, la creación de un santuario que lleva el nombre de su primogénita, el Shiloh Wildlife Sanctuary, con el objetivo principal de brindar atención a los animales víctimas de la caza furtiva.
Junto a su expareja Brad Pitt, se declaró a favor del Matrimonio entre personas del mismo sexo y en contra de la discriminación y la diversidad en el trato y opciones de vida. La pareja declaró en 2012 que, si se casaran preferirían hacerlo en un estado que permita las uniones homosexuales. De hecho, su matrimonio se celebró en Francia, donde este tipo de uniones están permitidas.

### Contra la violencia sexual en las guerras
Uno de ejes de su compromiso como embajadora de la ONU ha sido la denuncia de la violencia sexual contra las mujeres en las guerras. Su primera película como directora En tierra de sangre y miel estrenada en 2011 denunció especialmente las violaciones masivas en Bosnia. A raíz de este trabajo conoció a Arminka Helic entonces asesora especial del Ministro de Asuntos Exteriores británico William Hugue que le propuso participar en una campaña internacional para denunciar la violencia sexual en zonas de conflicto. Nació así la Iniciativa Global contra la Violencia Sexual en las Guerras del Reino Unido que Jolie lideró con el ministro Hugue. En junio de 2014 se organizó una cumbre internacional en Londres para reclamar a los gobiernos un compromiso sobre este tema que la actriz inauguró con el ministro británico.
En octubre de 2014, Jolie fue galardonada con el título de «dama de honor» por la reina Isabel II, por su campaña para tratar de poner fin a la violencia sexual en las zonas de guerra y por sus servicios a la política exterior del Reino Unido.
De acuerdo a los medios locales, la actriz recibió el nombramiento en una audiencia privada celebrada en el Palacio de Buckingham.
Arminka Helic y Angelina Jolie han continuado trabajando juntas y Jolie ha dicho de ella que la consideraba su mentora. En septiembre de 2015 Helic y Jolie firmaron conjuntamente un artículo para el New York Times pidiendo «un camino diplomático que ayude a solucionar el conflicto en Siria».
La experiencia y la información recogida durante más de una década han convertido a Jolie en una voz acreditada en estos temas. Asiste regularmente a reuniones de congresistas y senadores estadounidenses y ha sido invitada durante varios años al Foro Económico Mundial de Davos. En septiembre de 2015 compareció ante la Cámara de los Lores del Reino Unido.
Como fruto de su trabajo comunitario Jolie compartió sus conocimientos y experiencias en sus libros: Notes From My Travels (2003), donde habla de los primeros años en su trabajo como embajadora de la UN, contandonos sobre su misión en África, Camboya y más, luego en 2016 lanzó otro libro con el mismo título y tema, [Notes From My Travels (2016)] recolectando más memorias de sus tantos viajes, que se encuentra en múltiples lenguajes. Por último, el más reciente, Know Your Rights and Claim Them, que sale a la venta en 2021.
En mayo de 2016 algunos medios de comunicación anunciaron que Angelina Jolie estaba preparando dar el salto a la política de la mano de Arminka Helic, su nueva consejera, y que por ello se había trasladado a vivir con su familia desde febrero a Surrey, cerca de Londres.

## Vida personal

### Relaciones
Estuvo en pareja de los 14 a los 16 años con un joven que la trataba “como si ya fuera su esposa”. El noviazgo se terminó porque Angelina quería comenzar a construir su carrera como actriz.
El 28 de marzo de 1996, Jolie se casó con el actor británico Jonny Lee Miller, su compañero de trabajo en la película Hackers. Asistió a su boda en pantalón de cuero negro y una camisa blanca, sobre la que había escrito el nombre de Jonny Lee Miller con sangre. Jolie y Miller se separaron el año siguiente y posteriormente, se divorciaron el 3 de febrero de 1999. El divorcio no les dio grandes complicaciones y Jolie explicó más adelante "creo que es el mejor marido que una niña puede pedir. Siempre le gusté, simplemente era demasiado joven, ahora ya crecí". Al día de hoy tienen una relación muy agradable.
A partir de su separación, la vida de Angelina Jolie siguió dando de qué hablar, ya que la actriz decidió experimentar relaciones lésbicas. A finales de 1999, Jolie comenzó un noviazgo con la modelo Jenny Shimizu, pero duró poco tiempo.

"Nunca se me cruzó por la cabeza que algún día iba a besar a una mujer, no era algo que estuviera buscando, simplemente me enamoré de ella"
Angelina Jolie para la revista Rolling Stone.

Después de ese matrimonio, el 5 de mayo de 2000 se casó con el actor estadounidense Billy Bob Thornton, que había conocido al haber trabajado con él en Fuera de control. El romance se produjo en medio de un escándalo, dado que Jolie estaba en una relación con Timothy Hutton y Thornton, comprometido con Laura Dern. Ambos dieron por finalizados esos vínculos y se casaron el 5 de mayo de 2000 en Las Vegas, para entusiasmo de la prensa, quienes los fotografiaron en un evento luciendo unos collares que contenían la sangre del otro, gesto que fue demasiado controversial para Hollywood, quien tildó a la pareja de “satánica”. 

“Angie llegó un día a casa con un par de esos kits que sirven para hacerte un collar con la foto de su abuelita y llevábamos mucho tiempo separados porque ella había estado rodando en Camboya y pensaba que sería muy romántico que nos hiciéramos un pequeño corte en un dedo, untáramos con sangre los recipientes y nos los pusiéramos, así cuando no estuviésemos el uno con el otro nos podríamos poner el collar y sentirnos juntos. Fue así de fácil. La prensa lo vendió como si estuviésemos usando un cubo de sangre alrededor de nuestros cuellos”
Billy Bob Thornton

Como resultado de sus frecuentes declaraciones públicas de amor, sus gestos de pasión y su muy nombrado amor, su relación se convirtió en un tema favorito en la prensa de entretenimiento. Jolie y Thornton se divorciaron el 27 de mayo de 2003. Vogue le preguntó a Jolie sobre el divorcio repentino, a lo que respondió:

Me tomó por sorpresa, mucho, porque de la noche a la mañana habíamos cambiado totalmente. Pienso que llegó el día en que no teníamos nada en común. Y es horrible pero creo que… es lo que puede suceder cuando te involucras sentimentalmente y no te conoces a ti mismo.
Angelina Jolie

A principios de 2005, Jolie participó en un escándalo de Hollywood cuando fue acusada de ser la “otra mujer” en el matrimonio de los actores Brad Pitt y Jennifer Aniston. La acusación decía que Jolie y Pitt habían iniciado un romance durante la filmación de Sr. y Sra. Smith; sin embargo, lo negó en varias entrevistas. En 2005 explicó: "No tendría ningún tipo de relación íntima con ningún hombre casado; cuando mi propio padre engañó a mi madre, es algo que yo no me podría perdonar, no me podría ver al otro día, nunca exhortaría a ningún hombre a que engañe a su esposa".

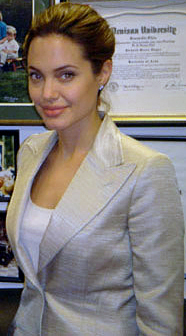
Jolie en Washington D. C.

Aunque nunca se comentó sobre la naturaleza de la relación de Jolie y Pitt, las especulaciones continuaron a lo largo de 2005. La primera foto paparazzi de la pareja surgió en abril, un mes después de que Aniston presentara el divorcio. Mostró a Pitt, Jolie y a su hijo Maddox en una playa de Kenia. Durante el verano, Jolie y Pitt fueron vistos juntos cada vez con mayor frecuencia, y la prensa de entretenimiento los comenzó a considerar una pareja con el doblaje de “Brangelina”. El 11 de enero de 2006, Jolie confirmó a la revista People que estaba embarazada de un niño de Pitt y por ende, confirmó su relación por primera vez en público.
Pitt y Jolie anunciaron su compromiso en abril de 2012, después de siete años juntos. La pareja, apodada "Brangelina" por los medios de entretenimiento, fueron el tema de los medios de comunicación de todo el mundo.
El 28 de agosto de 2014, la revista People Magazine informó que la pareja contrajo nupcias el 23 de agosto en una pequeña parroquia del Castillo de Miraval en el departamento del Var en el sur de Francia. Se realizó una ceremonia privada a la cual solo asistieron algunos amigos cercanos a la pareja y sus familiares.
A pesar de la aparente solidez de su matrimonio, el 19 de septiembre de 2016, según el portal TMZ, Angelina Jolie presentó una solicitud de divorcio alegando “diferencias irreconciliables” tras once años de relación y dos de matrimonio.
En 2023 se reveló que Pitt ejerció violencia económica contra Jolie para que callara el incidente donde Pitt agredió a uno de sus hijos.

### Sexualidad
Jolie ha dejado claro en entrevistas que es bisexual, y ha reconocido que tuvo una relación con la coestrella de Foxfire, Jenny Shimizu, respecto a lo cual declaró en una entrevista que le brindó a la publicación Girlfriends: “Probablemente me hubiese casado con ella (...) me enamoré desde el primer segundo en que la vi, ella es increíble y nos divertimos mucho en la película” En 2003, le preguntaron si era bisexual, a lo que respondió: "Por supuesto. Si me enamorara de una mujer en un mañana, ¿crees que no la tocaría ni besaría? " Y, tiempo después confirmó en una entrevista que ya no era bisexual, y dijo: "Lógicamente era bisexual, pues tuve una relación sentimental con una mujer; puede que ahora no, pero lo hice".

### Hijos

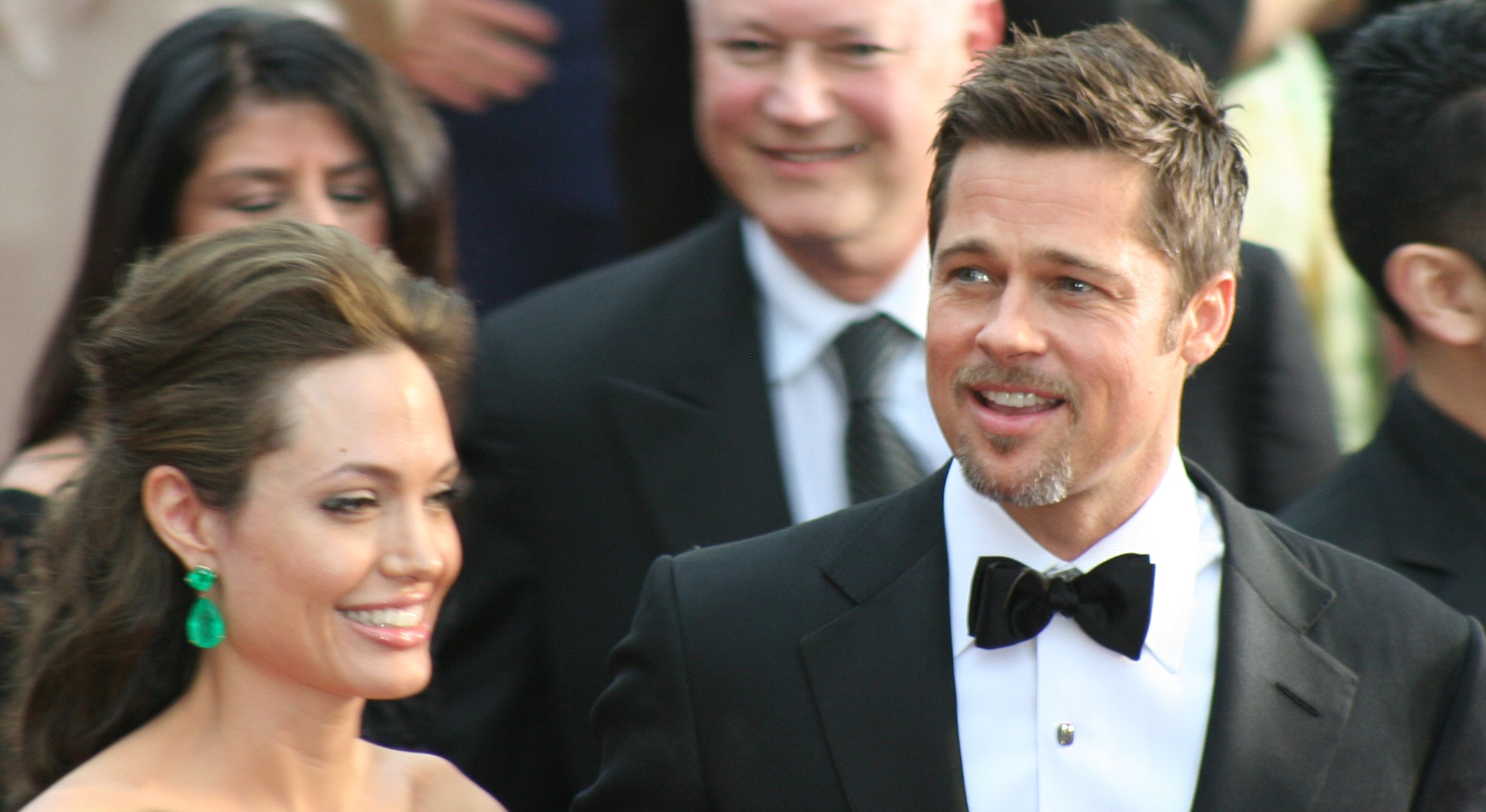
Jolie y Pitt en los Premios Óscar, febrero de 2009.

El 10 de marzo de 2002, Jolie adoptó a su primer hijo de siete meses, llamado Maddox Chivan Jolie-Pitt (originalmente Maddox Chivan Thornton Jolie). Nació el 5 de agosto de 2001, bajo el nombre de Rath Vibol en Camboya, y vivía en un orfanato local en Battambang. Jolie decidió adoptarlo después de que había visitado dos veces Camboya, en el rodaje de Tomb Raider y en un viaje que hizo para ACNUR en 2001. Después del divorcio de Billy Bob Thornton, Jolie recibió la patria potestad exclusiva de Maddox. Al igual que los demás niños de Jolie, Maddox ha ganado un renombre considerable de celebridad y aparece regularmente en los tabloides de los medios de comunicación.
El 6 de julio de 2005, Jolie adoptó a una niña de Etiopía de seis meses, llamada Zahara Marley Jolie-Pitt (originalmente Zahara Marley Jolie). Zahara nació el 8 de enero de 2005; su nombre original era Yemsrach. Poco después de su llegada a los Estados Unidos, Zahara fue hospitalizada por deshidratación y desnutrición. En 2007, algunos medios de comunicación informaron que la madre biológica de Zahara, Mentwabe Dawit, quería de vuelta a su hija, pero se arrepintió más adelante, a lo que se refirió: "Es un ser humano muy afortunado al ser adoptada por una dama famosa mundialmente".
Brad Pitt estuvo presente cuando Angelina Jolie firmó la aprobación y los demás documentos de la adopción de Zahara, a lo que Angelina Jolie comentó que ella y Brad Pitt tomaron juntos la decisión de adoptar a Zahara. En diciembre de 2005 se confirmó que Pitt estaba tratando de adoptar legalmente los hijos de Jolie, y el 19 de enero de 2006, un juez de California aprobó esta petición. Jurídicamente los apellidos de los niños se cambiaron por "Jolie-Pitt".
El 27 de mayo de 2006 Jolie dio a luz a una niña, llamada Shiloh Nouvel Jolie-Pitt, en Swakopmund, Namibia por medio de una cesárea programada. Pitt confirmó que su recién nacida tendría ciudadanía de Namibia, mientras que Jolie decidió ofrecer las fotos a través de Getty Images por su propia cuenta, en lugar de permitir que un paparazzi las tomara y cobrara una gran recompensa por ellas. La revista estadounidense People pagó más de 4,1 millones de dólares para obtener los derechos legales de las fotos solo en Norteamérica, mientras que la revista británica Hello! obtuvo los derechos internacionales con una cifra de 3,5 millones de dólares; el derecho legal total de venta de las fotos valió más de 10 millones de dólares en todo el mundo. Todos los beneficios fueron donados a la fundación sin ánimo de lucro de Jolie y Pitt. En 2006, se volvió amiga de Gwen Stefani al unirlas la meta de eliminar la desnutrición del planeta; puede decirse que los hijos de las dos artistas son los más fotografiados en los Estados Unidos. Desde temprana edad Shiloh se ha vestido como un niño y ha querido llamarse John, lo que llevó a que surgiera una falsa historia en la que a sus once años había comenzado un tratamiento hormonal para bloquear el crecimiento femenino de su cuerpo y provocar una reasignación de su identidad hacia el género masculino. La noticia fue luego desmentida por la agencia AFP, pero pese a eso siguió siendo replicada por otros medios. En 2021, ya con 15 años, Shiloh comenzó a mostrarse más femenina en eventos de alfombra roja a los que acudió con su madre y hermanos, lo que creó confusión acerca de su verdadera identidad de género debido a su cambio de estilo que abandonaba su aspecto más varonil de años anteriores.

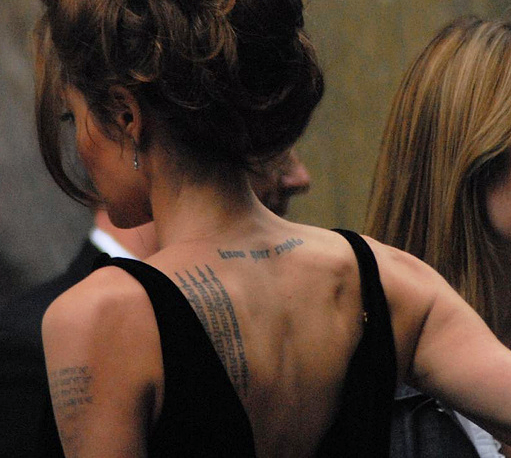
Tatuajes de Jolie.

El museo de cera de Nueva York a cargo de Madame Tussauds hizo la figura del bebé de dos meses de edad y lo expuso allí. En 2007, Jolie adoptó un niño de tres años de edad, vietnamita, al que llamó Pax Thien Jolie-Pitt; el niño nació el 29 de noviembre de 2003 y había sido abandonado en un hospital local, donde fue inicialmente llamado Pham Quang Sang. Jolie reveló que el nombre Pax fue sugerido por la madre antes que muriera. En 2008, Jolie confirmó su segundo embarazo y confesó que había tomado píldoras de fertilidad; ese mismo año, Jolie dio a luz a unos mellizos en Francia de nombres Knox Leon y Vivienne Marcheline, nacidos el 12 de julio de 2008. Nuevamente, la revista estadounidense People, en unión con la revista británica Hello!, ofrecieron a la pareja la suma de 14 millones de dólares por el derecho de las fotografías exclusivas de los mellizos; la pareja aceptó.

### Nacionalidad camboyana
Los vínculos de Angelina Jolie con Camboya han crecido significativamente a lo largo de los años, lo que la llevó a recibir la ciudadanía camboyana. En 2004, el entonces primer ministro Hun Sen ofreció a la actriz estadounidense la Nacionalidad camboyana, reconociendo su trabajo humanitario en el país. Camboya tuvo un significado especial para Jolie como el lugar de nacimiento de su hijo adoptivo, Maddox Chivan. 
El proceso de ciudadanía se completó en 2005, cuando el rey Norodom Sihamoní le otorgó a Jolie la ciudadanía camboyana a través de un decreto real. Toun Siphan, director del departamento de relaciones internacionales del gobierno en ese momento, confirmó esta noticia a la agencia de noticias Reuters.
Los esfuerzos de Jolie en Camboya van más allá de la participación típica de una celebridad. Su trabajo incluye la Conservación del medio ambiente, el Desarrollo rural y las iniciativas de preservación cultural. La actriz ha establecido una profunda conexión con Camboya, lo que la convierte en un foco clave de sus actividades caritativas.
La concesión de la ciudadanía camboyana a Jolie es algo inusual para una celebridad internacional. Refleja tanto el reconocimiento del gobierno de   Camboya por sus contribuciones como el compromiso a largo plazo de Jolie con el progreso y el bienestar del país. El compromiso de Jolie con Camboya continúa hasta el día de hoy, demostrando su constante dedicación a la nación y a su gente.

### Cirugías preventivas contra el cáncer
El 16 de febrero de 2013, a los 37 años, Jolie se sometió a una doble mastectomía preventiva tras descubrir que tenía un gen BRCA1 defectuoso, responsable del desarrollo de cáncer de mama y ovario y que, según explicó posteriormente en un artículo publicado en el New York Times los médicos estimaban que tenía un 87% de probabilidades de padecer cáncer de mama y un 50% de probabilidades de desarrollar un cáncer de ovario. Su madre, la actriz Marcheline Bertrand, murió de cáncer de ovario en 2007 a los 56 años mientras que su abuela materna padeció cáncer de mama y después murió de cáncer de ovario a los 45 años. Su tía materna, Debbie Martin que tenía el mismo gen BRCA1 defectuoso, fue diagnosticada de cáncer de mama en 2004 y murió a los 61 años el 26 de mayo de 2013. 9 semanas después de la mastectomía, que redujo sus probabilidades de desarrollar cáncer de mama a menos del 5%, el 27 de abril de 2013 Angelina Jolie se realizó una cirugía reconstructiva que involucró implantes y alotrasplante.

En su artículo del New York Times publicado en mayo de 2013 en el que detalla paso a paso el proceso quirúrgico que vivió: 
Escribo sobre ello ahora porque espero que otras mujeres puedan beneficiarse de mi experiencia. El cáncer es todavía una palabra que provoca temor en los corazones de las personas, produciendo un profundo sentimiento de impotencia. Hoy en día es posible tratar de averiguar a través de un análisis de sangre si usted tiene altas probabilidades de sufrir un cáncer de mama y de ovario y actuar (...) 
Espero que a cualquier mujer que lea esto le ayuda a saber que tiene opciones. Quiero animar a todas las mujeres, especialmente si tiene antecedentes familiares de cáncer de mama o de ovario, a buscar la información y los expertos médicos que puedan ayudarle en esta etapa de su vida y tome sus propias decisiones informadas.
Dos años después, en marzo de 2015, después de que en un control médico anual descubrió que tenía signos tempranos de cáncer de ovario, Angelina se sometió a una doble ovariectomía preventiva tras saber que tenía 50% de posibilidades de desarrollar cáncer de ovario debido al mismo defecto del gen BRCA1. A pesar de la terapia de reemplazo hormonal, la operación le provocó menopausia prematura. De nuevo explicó públicamente el proceso de su intervención ya la toma de decisiones en nueva tribuna del New York Times: Angelina Jolie Pitt: Diario de una cirugía.

## Recepción

### Imagen pública
Como hija del actor Jon Voight, Jolie apareció en los medios desde una edad temprana. Al principio de su propia carrera, se ganó la reputación de "niña salvaje", lo que contribuyó a su éxito a fines de la década de 1990 y principios de la década de 2000. El periodismo cubría rutinariamente su fascinación por la sangre y cuchillos, sus experiencias con las drogas y su vida sexual, particularmente su Bisexualidad e interés en el Sadomasoquismo. Otro factor que contribuyó a su imagen controvertida fueron los rumores de Incesto que surgieron cuando Jolie, al ganar su Óscar por Inocencia interrumpida  besó a su hermano en los labios y dijo: "Estoy tan enamorada de mi hermano ahora mismo". Ella desestimó los rumores, diciendo: "Fue decepcionante que algo tan hermoso y puro pudiera convertirse en un circo", y explicó que, como hijos de padres divorciados, ella y su hermano James dependían el uno del otro para el apoyo emocional.
La reputación de Jolie comenzó a cambiar positivamente después de que, a los 26 años, se convirtiera en Embajadora de Buena Voluntad del Alto Comisionado de las Naciones Unidas para los Refugiados, comentando más tarde: "Cuando tenía poco más de 20 años estaba luchando conmigo misma. Ahora llevo ese mensaje en mí a Washington y lucho por algo importante". Jolie fue considerada la mujer más admirada del mundo en encuestas globales realizadas por YouGov en 2015 y 2016.
La influencia y la riqueza general de Jolie están ampliamente documentadas. En una encuesta mundial de la industria realizada en 2006 por Nielsen Holdings en 42 mercados internacionales, se descubrió que Jolie, junto con Brad Pitt, era la celebridad favorita para respaldar marcas y productos en todo el mundo. Jolie fue el rostro de Shiseido de 2006 a 2008, y una década después se convirtió en portavoz de Guerlian. Su acuerdo de patrocinio de 2011 con Louis Vuitton, supuestamente por un valor de $10 millones de dólares, fue un récord para una sola campaña publicitaria. Jolie estuvo entre las  100 personas mas influyentes del mundo en la edición de Forbes en 2009 y, aunque en general ocupó un puesto más bajo, fue incluida como la actriz más poderosa de 2006 a 2008 y de 2011 a 2013. Forbes también citó a Jolie como la actriz mejor pagada de Hollywood en 2009, 2011 y 2013, con ganancias anuales estimadas de $27 millones, $30 millones y $33 millones de dólares respectivamente.

## Apariencia
La imagen pública de Jolie está fuertemente ligada a su belleza y atractivo sexual. Muchos medios de comunicación, incluidos Vogue (revista), People y Vanity Fair (revista), la han citado como la mujer más famosa del mundo, mientras que otros, Esquire, FHM y el Empire Magazine la han nombrado la mujer más sexy del mundo; ambos títulos a menudo se han basado en encuestas públicas en las que Jolie se ubica muy por delante de otras mujeres famosas. Sus rasgos físicos más reconocibles son sus numerosos tatuajes, ojos y, en particular, sus labios carnosos, que el The New York Times consideró como un rasgo definitorio como el mentón de Kirk Douglas o los ojos de Bette Davis. Entre sus aproximadamente 20 tatuajes se encuentran el proverbio latino quod me nutrit me destruit ("lo que me nutre me destruye"), la cita de Tennessee Williams "Una oración por los salvajes de corazón, mantenidos en jaulas", cuatro oraciones budistas sánscritas de protección, un tigre de 12 pulgadas y las coordenadas geográficas de donde conoció por primera vez a sus hijos adoptados. Con el tiempo, ha cubierto o grabado con Láser varios de sus tatuajes, incluido "Billy Bob", el nombre de su segundo marido.
Profesionalmente, el estatus de Jolie como símbolo sexual ha sido considerado tanto como una ventaja como un obstáculo. Algunas de sus películas de mayor éxito comercial, incluyendo Lara Croft: Tomb Raider (2001) y Beowulf (2007), se basaron abiertamente, al menos en parte, en su atractivo sexual, y Empire afirmó que su "figura curvilínea", "ojos felinos" y "labios con forma de abeja" han contribuido en gran medida a su atractivo para el público. Por el contrario, el escritor de Salon Allen Barra estuvo de acuerdo con los críticos que manifestaron que la "oscura e intensa sexualidad" de Angelina Jolie la ha limitado en los tipos de papeles que puede interpretar, lo que la hace poco convincente en muchos papeles femeninos convencionales, mientras que Clint Eastwood, que dirigió su actuación nominada al Oscar en Changeling (2008), opinó que tener el rostro más hermoso del planeta a veces dañaba su credibilidad dramática ante el público.

## Filmografía
| Año  | Película                                   | Papel                         | Ref.    |
| ---- | ------------------------------------------ | ----------------------------- | ------- |
| 1982 | Lookin' to Get Out                         | Tosh                          |         |
| 1993 | Cyborg 2                                   | Casella "Cash" Reese          |         |
| 1995 | Sin pruebas                                | Jodie Swearingen              |         |
| 1995 | Hackers                                    | Kate "Acid Burn" Libby        |         |
| 1996 | La luna del desierto                       | Eleanor "Elie" Rigby          |         |
| 1996 | Jóvenes incomprendidas                     | Margret "Legs" Sadovsky       |         |
| 1996 | Love Is All There Is                       | Gina Malacici                 |         |
| 1997 | True Women                                 | Georgia Virginia Lawshe Woods |         |
| 1997 | Playing God                                | Claire                        |         |
| 1997 | George Wallace                             | Cornelia Wallace              |         |
| 1998 | Jugando con el corazón                     | Joan                          |         |
| 1998 | La cocina del infierno                     | Gloria McNeary                |         |
| 1998 | Gia                                        | Gia Marie Carangi             |         |
| 1999 | Inocencia interrumpida                     | Lisa Rowe                     |         |
| 1999 | El coleccionista de huesos                 | Amelia Donaghy                |         |
| 1999 | Pushing Tin                                | Mary Bell                     |         |
| 2000 | 60 segundos                                | Sara "Sway" Wayland           |         |
| 2001 | Pecado original                            | Julia Russell                 |         |
| 2001 | Lara Croft: Tomb Raider                    | Lara Croft                    |         |
| 2002 | Una vida en siete días                     | Lanie Kerrigan                |         |
| 2003 | Más allá de las fronteras                  | Sarah Jordan                  |         |
| 2003 | Lara Croft Tomb Raider: La cuna de la vida | Lara Croft                    |         |
| 2004 | Alejandro Magno                            | Olimpia                       |         |
| 2004 | El espantatiburones                        | Lola (voz)                    |         |
| 2004 | Sky Captain and the World of Tomorrow      | Francesca "Franky" Cook       |         |
| 2004 | Taking Lives                               | Illeana Scott                 |         |
| 2005 | Sr. y Sra. Smith                           | Jane Smith                    |         |
| 2006 | El buen pastor                             | Margaret Russell              |         |
| 2007 | Beowulf                                    |                               |         |
| 2007 | A Mighty Heart                             |                               |         |
| 2008 | Changeling                                 | Christine Collins             |         |
| 2008 | Kung Fu Panda                              | Maestra Tigresa (voz)         |         |
| 2008 | Wanted                                     | Fox                           |         |
| 2010 | The Tourist                                |                               |         |
| 2010 | Salt                                       | Evelyn Salt                   |         |
| 2011 | En la tierra de sangre y miel              |                               |         |
| 2011 | Kung Fu Panda 2                            | Maestra Tigresa (voz)         |         |
| 2014 | Maléfica                                   | Maléfica                      |         |
| 2014 | Unbroken                                   |                               |         |
| 2015 | By the Sea                                 | Vanessa Bertrand              |         |
| 2016 | Kung Fu Panda 3                            | Maestra Tigresa (voz)         |         |
| 2017 | Primero mataron a mi padre                 |                               |         |
| 2017 | El pan de la guerra                        |                               |         |
| 2019 | Maléfica: Dueña del mal                    | Maléfica                      |         |
| 2020 | Come away                                  | Rose Littletone               |         |
| 2021 | Eternals                                   | Thena                         |         |
| 2021 | Aquellos que desean mi muerte              | Hannah                        |         |
| 2024 | Maria                                      | Maria Callas                  | [ 114 ] |
| -    | Every Note Played                          | Karina                        | [ 115 ] |
| -    | Maude y Maude                              |                               | [ 116 ] |
| -    | Malefica 3                                 |                               | [ 117 ] |